# Now Hot Hits & Cool Tracks 2
Now Hot Hits & Cool Tracks 2 er et dansk opsamlingsalbum udgivet 29. maj 2007.
Cd 1, Hot Hits, er de største hits fra toppen af radio- og downloadlisterne. Cd 2, Cool Tracks, er undergrundshits, upcoming hits og hit-relaterede overraskelser.

## Spor

### Cd 1
1. Gwen Stefani feat. Akon: "The Sweet Escape"
2. Justin Timberlake: "What Goes Around... Comes Around"
3. Amy Winehouse: "You Know I'm No Good"
4. Nelly Furtado: "Say It Right"
5. Avril Lavigne: "Girlfriend"
6. Christina Aguilera: "Candyman"
7. Beyoncé: "Listen"
8. The Pussycat Dolls feat. Timbaland: "Wait A Minute"
9. Just Jack: "Starz In Their Eyes"
10. Keane: "A Bad Dream"
11. Joss Stone: "Tell Me 'Bout It"
12. Kaiser Chiefs: "Ruby"
13. Nordstrøm: "Du Og Jeg"
14. Kelis feat. Cee-Lo: "Lil' Star"
15. P!nk: "Who Knew"
16. Lily Allen: "Little Things"
17. Scissor Sisters: "She's My Man"
18. Take That: "Shine"

### Cd 2
1. Razorlight: "Before I Fall To Pieces"
2. Klaxons: "Golden Skans"
3. Fall Out Boy: "This Ain't A Scene, It's An Arms Race"
4. Good Charlotte: "Keep Your Hands Off My Girl"
5. Dúné: "Bloodlines"
6. Volbeat: "The Garden's Tales"
7. Modest Mouse: "Dashboard"
8. The Kooks: "Ooh La"
9. The Bird And The Bee: "Fucking Boyfriend"
10. Tracey Thorn: "It's All True"
11. The Parlotones: "Beautiful"
12. KT Tunstall: "Suddenly I See"
13. The Fashion: "Letters From The Ambulance"
14. The Fratellis: "Whistle For The Choir"
15. Within Temptation feat. Keith Caputo: "What Have You Done"
16. Jøden: "Hamrer Løs"
17. Oh No Ono: "The Shock Of The Real"
18. The Killers: "Read My Mind"